# Gergely Kovács (politik)
Gergely Kovács (maďarsky Kovács Gergely; * 19. ledna 1980, Budapešť) je maďarský designér webových stránek, street art umělec, politický aktivista a politik, od roku 2014 předseda Strany maďarského dvouocasého psa (MKKP), za kterou byl v komunálních volbách v červnu 2024 zvolen starostou XII. obvodu Budapešti.

## Biografie
Narodil se roku 1980 v Budapešti v tehdejší Maďarské lidové republice. Během univerzitních studií se přestěhoval do města Szeged, kde se roku 2005 se objevily jeho první Street art projekty. V roce 2006 založil recesistickou Stranu maďarského dvouocasého psa (MKKP). V roce 2009 se vrátil zpět do Budapešti a spolupracoval například s hnutím 4K!. V roce 2014 se mu podařilo svou MKKP oficiálně zaregistrovat jako funkční politický subjekt a téhož roku byl zvolen i předsedou. V parlamentních volbách roku 2018 a volbách v roce 2022 byl lídrem celostátní kandidátní listiny MKKP a kandidátem na post premiéra.
V komunálních volbách v červnu 2024 byl zvolen starostou XII. obvodu hlavního města Budapešti.